# Choristopsylla
Choristopsylla är ett släkte av loppor. Choristopsylla ingår i familjen Lycopsyllidae.
Kladogram enligt Catalogue of Life:
| Choristopsylla | \| \| Choristopsylla leptophallus \| \| \| \| \| \| Choristopsylla ochi \| \| \| \| \| \| Choristopsylla thomasi \| \| \| \| \| \| Choristopsylla tristis \| \| \| \| |
|                | \| \| Choristopsylla leptophallus \| \| \| \| \| \| Choristopsylla ochi \| \| \| \| \| \| Choristopsylla thomasi \| \| \| \| \| \| Choristopsylla tristis \| \| \| \| |
|                | Bradiopsylla |
|                | |
|                | Lycopsylla |
|                | |
|                | Uropsylla |
|                | |
|                | Choristopsylla leptophallus |
|                | |
|                | Choristopsylla ochi |
|                | |
|                | Choristopsylla thomasi |
|                | |
|                | Choristopsylla tristis |
|                | |

|  | Choristopsylla leptophallus |
|  |                             |
|  | Choristopsylla ochi         |
|  |                             |
|  | Choristopsylla thomasi      |
|  |                             |
|  | Choristopsylla tristis      |
|  |                             |